# Lubóc
Lubóc (szlovákul: Ľubovec) község Szlovákiában, az Eperjesi kerület Eperjesi járásában. Pillerpeklén tartozik hozzá.

## Fekvése
Eperjestől 16 km-re délnyugatra fekszik.

## Története
A falut 1334-ben „Lubouch” néven említik először, de valószínűleg sokkal korábban keletkezett. Kezdetben az Aba nemzetség birtoka, majd Sároskőszeg várának tartozéka. 1427-ben 11 ház állt itt, ekkor „Lybolch” néven említik. A Somosy, a 17. századtól pedig a Sennyey család tulajdonában állt. 1787-ben 59 házában 473-an laktak.
A 18. század végén Vályi András így ír róla: „LUBÓCZ. Lubovecz. Orosz falu Sáros Várm. földes Ura G. Haller Uraság, lakosai leg inkább ó hitűek, fekszik Radácsnak szomszédságában, mellynek filiája, határja hegyes, közép termékenységű, de réttye, legelője, erdeje, és módgya a’ keresetre van.”
1800-tól a Pulszky család birtoka. 1828-ban 75 ház állt a faluban 565 lakossal.
Fényes Elek 1851-ben kiadott geográfiai szótárában így ír a faluról: „Lubocz, orosz falu, Sáros vmegyében, Radács fil. 75 római, 211 g. kath., 17 evang. lak. F. u. Pulszky. Ut. p. Eperjes.”
1920 előtt Sáros vármegye Eperjesi járásához tartozott.
1964-ben csatolták hozzá Pillerpeklént.

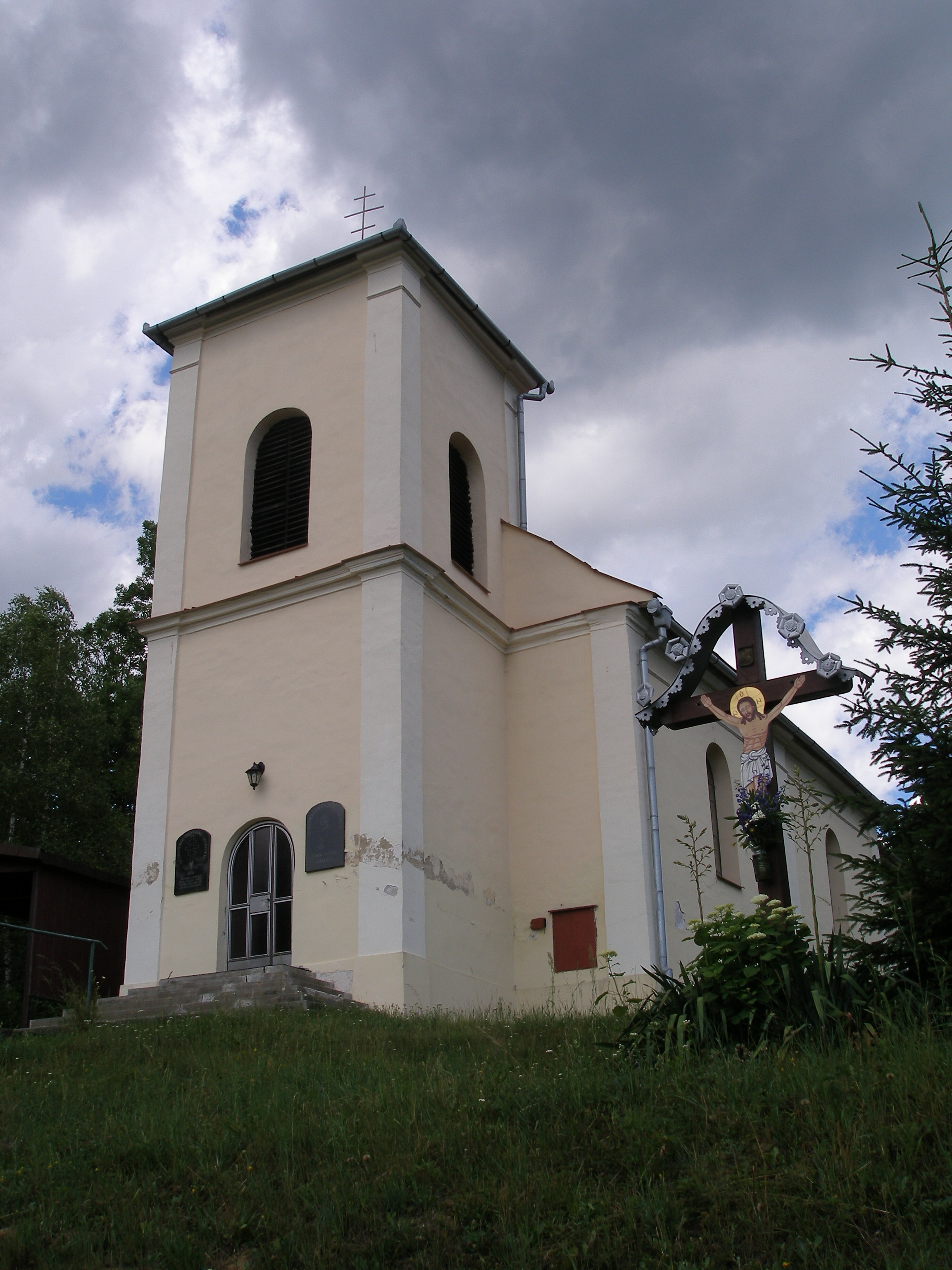
Lubóc temploma

## Népessége
| Év:            | 1994. | 2004.   | 2014.   | 2024.   |
| -------------- | ----- | ------- | ------- | ------- |
| Emberek száma: | 499   | 513     | 501     | 525     |
| Eltérés:       |       | +2,80 % | -2,33 % | +4,79 % |

| Év:            | 2023. | 2024.   |
| -------------- | ----- | ------- |
| Emberek száma: | 514   | 525     |
| Eltérés:       |       | +2,14 % |

1910-ben 298, többségben szlovák anyanyelvű lakosa volt, jelentős ruszin kisebbséggel.
2001-ben 499 lakosából 496 szlovák volt.
2011-ben 508 lakosából 485 szlovák volt.

## Neves személyek
- Pillerpeklénen született Andor Tivadar (1854-1914) pedagógus.
- Pillerpeklénen született boldog Pavol Peter Gojdič szlovák bazilita szerzetes, eperjesi görögkatolikus püspök, mártír.

## Nevezetességei
- A Nagyboldogasszony tiszteletére szentelt görögkatolikus temploma 1794-ben épült.

## Lásd még
- Pillerpeklén